# Hexameter
Een hexameter of zesvoeter is een zesvoetige versregel. Is de versvoet een dactylus, dan wordt gesproken van een dactylische hexameter. De hexameter is het metrum dat in de klassieke oudheid algemeen werd gebruikt. Zowel de Ilias en de Odyssee van Homerus, als de Aeneis van Vergilius zijn in dactylische hexameters geschreven.
Een jambische hexameter wordt alexandrijn genoemd.

## Voorbeelden
- "Hurry up, gentlemen, please! There's plenty of gentlemen waiting!"
- "Sommigen noemen dit werk laatdunkend het toppunt van onzin,
- maar zij kunnen zelf geen stijlvol regeltje dichten."
- "Anderen vinden deez' arbeid onwaardig voor dichters en leken,
- Toch worden gedichten nog altijd, door aardig wat wichten bekeken"
- "Het hemelsche gerecht heeft zich ten lange lesten"
- "Erbarremt over my, en mijn benauwde vesten"
- "Excisum Euboicae latus ingens rupis in antrum"